# Wollastoniet
Het mineraal wollastoniet is een calcium-silicaat met de chemische formule CaSiO3. Het behoort tot de inosilicaten.

## Eigenschappen
Het witte, gele, grijze, rode of bruine mineraal heeft een glas- tot parelglans, een witte streepkleur en een perfecte splijting volgens kristalvlak [100] en een goede volgens [102] en [001]. De gemiddelde dichtheid is 2,84 en de hardheid is 4,5 tot 5. Het kristalstelsel is mono- of triklien en het mineraal is niet radioactief.

## Naam
Wollastoniet is genoemd naar de Britse mineraloog en scheikundige William Hyde Wollaston (1766 - 1828) die de elementen palladium (1804) en rodium (1809) ontdekte en de reflecterende goniometer (1809) en de camera lucida (1812) uitvond.

## Voorkomen
Wollastoniet is een zeer veelvoorkomend mineraal. Het komt voor in verscheidene metamorfe en stollingsgesteenten. Ook wordt het gevormd in metamorfe kalksteen, (zoals Wollastonietmarmer) en dolomiet. Ook is het een algemeen bestanddeel van industrieel geproduceerde silikaatslakken.